# I violenti di Rio Bravo
I violenti di Rio Bravo è un film del 1965 diretto da Robert Siodmak.
Pellicola western, il cui soggetto è liberamente ispirato ai due romanzi Il tesoro degli Aztechi e La piramide del Dio Sole di Karl May.

## Trama
1864, nel Messico occupato dalle truppe francesi. Napoleone III ha nominato Imperatore l'Arciduca Massimiliano d'Austria, ma il presidente destituito Benito Juárez non rinuncia alla lotta contro gli invasori. Il presidente statunitense Lincoln, impegnato ad aiutare in gran segreto la causa dei rivoltosi, invia loro un messaggio affidandolo al dottor Karl Sternau, un medico europeo dalla pistola facile, gran conoscitore del Messico e amico personale di Juárez che riesce a portare a termine la missione dopo un viaggio avventuroso.
Esaurito il suo compito Sternau viene convinto da Juárez a restare in Messico per dare una mano alla sua lotta. Grazie alle sue conoscenze e al suo ascendente ottiene l'aiuto di Don Pedro Arbellez e soprattutto del potente Don Ferdinando di Rodrigenda che accetta di fare della sua fattoria una base segreta per i rifornimenti delle truppe di Juárez. Quando tutto sembra risolto la vicenda si complica per il tradimento di Alfonso, figlio di Don Pedro, e della sua amante Josefa che si alleano con un gruppo di rinnegati provenienti dalle truppe del generale Juárez e dopo aver venduto Sternau agli occupanti francesi cercano di impadronirsi di un leggendario tesoro. Sfuggito ai francesi che l'hanno condannato alla deportazione, Sternau riesce alla fine a sconfiggere i traditori grazie anche all'aiuto di Rosita.